# لندن
لَندَن (به انگلیسی: London) پایتخت و بزرگ‌ترین شهر انگلستان و در عین حال بریتانیا است. این شهر در کنار رود تیمز در جنوب شرقی انگلستان، در ابتدای پای‌رود ۸۰ کیلومتری که به دریای شمال می‌رسد، قرار داشته و بنابر تخمین سال ۲۰۲۳ جمیعت آن ۸،۹۴۵،۳۰۹ نفر است. لندن به مدت بیش از دو هزار سال سکونت‌گاهی چشمگیر بوده‌است. این شهر توسط رومیان که آن را لوندینیوم نامیدند، بنا نهاده شده‌است. سیتی لندن، هستهٔ تاریخی و مرکز تجاری لندن - ناحیه‌ای به مساحت ۲٫۹ کیلومتر مربع - دارای محدوده‌ای مشابه با محدودهٔ شهر در دوران قرون وسطی است. شهر مجاور وست‌مینستر یک منطقهٔ داخلی از شهر لندن است که در طول سده‌ها دولت ملی در آن مستقر بوده‌است. سی و یک منطقه‌ی دیگر در شمال و جنوب رود تیمز، لندن مدرن را تشکیل می‌دهند. لندن توسط شهردار و شورای شهر اداره می‌شود.
لندن یکی از شهرهای جهانی بسیار مهم بوده و قدرتمندترین، مطلوب‌ترین، تأثیرگذارترین، پربازدیدترین، گران‌ترین، پایدارترین، سرمایه‌گذاشتنی‌ترین، مناسب‌ترین شهر برای کار شناخته می‌شود. این شهر تأثیر بسزایی بر روی پژوهش، فرهنگ، هنر، دادوستد، آموزش، سرگرمی، مد، اقتصاد، بهداشت و درمان، رسانه، خدمات تخصصی، توسعه گردشگری و ترابری و در نهایت همزیستی نژادهای مختلف انسانی دارد. لندن از نظر عملکرد اقتصادی رتبهٔ ۲۶ ام را در میان ۳۰۰ شهر بزرگ جهان دارد. این شهر یکی از بزرگ‌ترین مراکز مالی و پنجمین یا ششمین شهر بر پایهٔ تولید ناخالص داخلی است. لندن پربازدیدترین شهر از نظر تعداد مسافران خارجی و دارای شلوغ‌ترین سیستم فرودگاهی بر اساس ترافیک مسافر است. این شهر میزبان بیشترین تعداد شرکت‌های خرده‌فروشی بین‌المللی بوده و از این رو یک مقصد سرمایه‌گذاری پیش‌رو محسوب می‌شود. در سال ۲۰۲۰، لندن پس از مسکو دومین شهر از لحاظ تعداد میلیاردرها در اروپا و در سال ۲۰۱۹، دارای بیشترین تعداد فوق‌ثروتمندان در اروپا بوده‌است. این شهر دارای بیشترین تراکم دانشگاه‌ها در اروپا بوده و دانشگاه‌های والارَده‌ای مانند امپریال کالج، کینگز کالج (در حوزهٔ علوم طبیعی، پژوهش و کاربردی)، و مدرسهٔ اقتصاد (در حوزهٔ علوم اجتماعی) در آن قرار دارند. در سال ۲۰۱۲، لندن اولین شهری شد که تا کنون میزبان سه دوره از بازی‌های المپیک تابستانی بوده‌است.
لندن دارای چهار سایت رسمی میراث جهانی یونسکو شامل برج لندن، باغ‌های کیو، مجموعه بناهای کاخ وست‌مینیستر، کلیسای وست‌مینیستر و کلیسای سنت مارگریت، و منطقهٔ تاریخی گرینویچ است.
شهر لندن طبق آمارهای رسمی ۲۰۲۳ جمعیتی بالغ بر ۹،۴۰۰،۰۰۰ نفر را در داخل محدوده شهری خود گنجانده‌است و به عنوان سومین شهر پرجمعیت اروپا پس از استانبول و مسکو مطرح می‌شود. مساحت این شهر روز به روز افزایش می‌یابد، به طوری که امروزه شهر از محدوده خودش بزرگ‌تر شده و جمعیتش به ۹،۴۰۰،۰۰۰ رسیده‌است. جمعیت منطقه پایتختی انگلستان بین ۱۲ تا ۱۴ میلیون نفر تخمین زده می‌شود. شهر لندن به‌دلیل مهاجرت از نقاط مختلف به این شهر، دارای تمدن، فرهنگ، دین و آداب و رسوم خاص خود هستند، به طوری که امروزه ۳۰۰ زبان گوناگون در این شهر تکلم می‌شود.
این شهر یکی از قطب‌های ترابری بین‌المللی در جهان است و دارای پنج فرودگاه بین‌المللی است که عبارت اند از فرودگاه بین‌المللی هیثرو، فرودگاه گاتویک، فرودگاه استانستد لندن، فرودگاه لوتن لندن، و فرودگاه لندن سی‌تی.

## واژه‌شناسی
لندن (London) اسمی باستانی است که از سده اول دوران مشترک معمولاً به شکل لاتین‌شده لوندینیوم (Londinium) وجود داشته‌است.
اسم لندن تا سال ۱۸۸۹ به‌صورت رسمی فقط به سیتی لندن اشاره داشت اما از آن پس برای اشاره به شهرستان لندن و لندن بزرگ نیز استفاده شده‌است.

## تاریخ

### ماقبل تاریخ
در سال ۱۹۹۳ بقایای یک پل متعلق به عصر برنز در ساحل جنوبی رودخانه پیش از رسیدن به پل ووکسهال کشف شد. این پل می‌توانسته روی رودخانه تیمز قرار داشته باشد یا اینکه ساحل را به یک جزیره که اکنون دیگر وجود ندارد متصل کند. تاریخ‌گذاری رادیوکربن دو الوار نشان می‌دهد که آن‌ها متعلق به سال‌های ۱۲۸۵–۱۷۵۰ پیش از دوران مشترک هستند.
در سال ۲۰۱۰ زیربنای یک سازه بزرگ چوبی متعلق به سال‌های ۴۵۰۰–۴۸۰۰ پیش از دوران مشترک در ساحل جنوبی رودخانه تیمز پس از پل ووکسهال کشف شد. کاربرد این سازه متعلق به دوران میان‌سنگی مشخص نیست.

### دوران آنگلوساکسون و وایکینگ‌ها
پس از هجوم وایکینگ‌ها به انگلستان که به ساقط شدن دو پادشاهی نورثامبریا در شمال و مرسیا در مرکز منجر شد، پادشاهی وسکس در جنوب تنها حاکمیت انگلیسی بود که توانست استقلال خود را حفظ کند. پادشاهان این سرزمین بعدها توانستند با سلطه بر نواحی دیگر، حاکمیت بر کل انگلستان را به دست بگیرند و حتی خود را «امپراتوران کل بریتانیا» بخوانند. همین موضوع با تابع و خراج گذار نمودن مابقی انگلستان، سبب افزایش ثروت و اهمیت مناطق جنوبی به خصوص مراکز حکومتی آن‌ها، در ابتدا وینچستر و بعدها لندن، شد.

### قرون وسطی
ویلیام، دوک نورماندی، پس از پیروزی در نبرد هیستینگز در روز کریسمس ۱۰۶۶ در کلیسای وست‌مینستر به‌عنوان پادشاه انگلستان تاج‌گذاری کرد. ویلیام سپس برج لندن را برای تحت تأثیر قرار دادن شهروندان در راستای فرمان‌برداری بیشتر ساخت. در سال ۱۰۹۷، ویلیام دوم سالن وست‌مینستر را ساخت که در ادامه پایه‌ای برای کاخ وست‌مینستر شد.

### دوران مدرن متقدم
در فاصله ۲ تا ۵ سپتامبر ۱۶۶۶ میلادی قسمت قرون وسطایی لندن که در داخل دیوار رومی شهر قرار داشت، در اثر یک آتش‌سوزی بسیار بزرگ به‌طور کلی ویران شد و از بین رفت.
بازسازی شهر بیش از ده سال طول کشید و تحت سرپرستی دانشمند رابرت هوک به‌عنوان بازبین شهر لندن انجام گرفت.
در سال ۱۷۰۸ شاهکار کریستوفر رن یعنی کلیسای جامع سنت پل تکمیل شد.

### دوران مدرن متأخر و عصر حاضر
با شروع انقلاب صنعتی در بریتانیا شهرنشینی به‌صورت بی‌سابقه‌ای رشد کرد و تعداد خیابان‌های بزرگ متمرکز به خرده‌فروشی و فعالیت‌های تجاری به‌سرعت زیاد شد.
لندن از سال ۱۸۳۱ تا ۱۹۲۵ بزرگ‌ترین شهر جهان (از نظر جمعیت) بود و چگالی جمعیتی آن به ۳۲۵ نفر در هر هکتار می‌رسید.

## جغرافیا

### محدوده
لندن، که به‌عنوان لندن بزرگ نیز شناخته می‌شود، یکی از نه ناحیه در انگلستان و بالاترین تقسیمی است که بیشتر کلان‌شهر را در بر می‌گیرد. سیتی لندن زمانی تمام زیستگاه را در بر می‌گرفت اما پس از گسترش نواحی شهری شرکت سیتی لندن در برابر تلاش‌ها برای یکی کردن سیتی با حومه شهر مقاومت کرد و به همین دلیل «لندن» به شیوه‌های مختلفی قابل تعریف است.
چهل درصد لندن بزرگ به‌وسیله شهر پستی لندن پوشش داده می‌شود که در آن‌جا "LONDON" بخشی از آدرس‌های پستی است. پیش‌شماره تلفن لندن (۰۲۰) سطح بیشتری را پوشش می‌دهد که تقریباً هم‌اندازه لندن بزرگ است، گرچه مناطقی وجود دارند که اندکی خارج لندن بزرگ هستند و همان پیش‌شماره را دارند و مناطقی وجود دارند که داخل لندن بزرگ هستند و پیش‌شماره متفاوتی دارند. در برخی محل‌ها مرزهای لندن بزرگ با آزادراه ام۲۵ تراز شده‌اند.
لندن به‌دلیل برخی اهداف به لندن درونی و لندن بیرونی تقسیم شده‌است. همچنین، رودخانه تیمز لندن را به لندن شمالی و لندن جنوبی تقسیم می‌کند که دارای یک بخش غیررسمی لندن مرکزی نیز می‌شود. مختصات مرکز اسمی لندن، که به‌صورت سنتی النور کراس اصلی در چرینگ کراس نزدیک به تقاطع میدان ترافالگار و وایت‌هال است، تقریباً ۵۱°۳۰′۲۶″ شمالی ۰۰°۰۷′۳۹″ غربی / ۵۱٫۵۰۷۲۲°شمالی ۰٫۱۲۷۵۰°غربی
است.

### اقلیم
بازه دمای لندن از حداکثر ۴۰٫۲ درجه سانتی‌گراد (۱۰۴٫۴ درجه فارنهایت) در هیترو در تاریخ ۱۹ ژوئیه ۲۰۲۲ تا حداقل ۱۶٫۱- درجه سانتی‌گراد (۳٫۰ درجه فارنهایت) در نورثولت در تاریخ ۱ ژانویه ۱۹۶۲ متغیر بوده‌است.
تاریخچه مقدار فشار اتمسفری در این شهر از سال ۱۶۹۲ ضبط شده‌است. بالاترین مقدار فشار در تاریخ ۲۰ ژانویه ۲۰۲۰ برابر مقدار ۱۰۴۹٫۸ میلی‌بار (۳۱٫۰۰ اینچ جیوه) بوده‌است.
تابستان‌ها معمولاً گرم و گاهی سوزان هستند. دمای هوای میانگین لندن در ماه ژوئیه ۲۳٫۵ درجه سانتی‌گراد (۷۴٫۳ درجه فارنهایت) است. به‌طور متوسط هر سال در لندن ۳۱ روز با دمای بالای ۲۵ درجه سانتی‌گراد (۷۷٫۰ درجه فارنهایت) و ۴٫۲ روز با دمای بالای ۳۰٫۰ درجه سانتی‌گراد (۸۶٫۰ درجه فارنهایت) دارد. در مدت موج گرمای اروپایی ۲۰۰۳ گرمای طولانی‌مدت باعث صدها مرگ مرتبط با گرما شد.
زمستان‌ها معمولاً سرد هستند و تغییرات دمایی کم است. برف سنگین نادر است اما معمولاً در هر زمستان حداقل یک بار برف می‌بارد. بهار و پاییز دمای مطبوعی دارند. لندن به‌عنوان یک شهر بزرگ به‌صورت قابل‌توجهی دارای اثر جزیره گرمایی شهری است، به‌طوری که مرکز لندن گاهی ۵ درجه سانتی‌گراد (۹ درجه فارنهایت) از حومه و حاشیه شهر گرمتر می‌شود.

### مناطق
نواحی شهری در لندن با نام‌هایی مانند می‌فر، سات‌ارک، ومبلی و وایت‌چپل شناسایی می‌شوند. این نام‌ها به‌صورت غیررسمی تخصیص داده شده‌اند و ممکن است نام روستاهایی باشند که با گسترش شهری جذب شده‌اند یا نام قدیمی منطقه‌ها و محله‌هایی باشند که بعدها جایگزین شده باشند. این نام‌ها به‌صورت سنتی مورد استفاده باقی مانده‌اند و به یک محله با ویژگی‌های خاص اشاره می‌کنند اما مرزهای رسمی ندارند.
لندن بزرگ در سال ۱۹۶۵ به ۳۲ منطقه لندن به‌اضافه سیتی لندن تقسیم شد. سیتی لندن منطقه مالی اصلی است و کنری وورف اخیراً به‌عنوان یک مرکز مالی و تجاری توسعه داده شده‌است.

### منظره شهر

سراسرنمای لندن
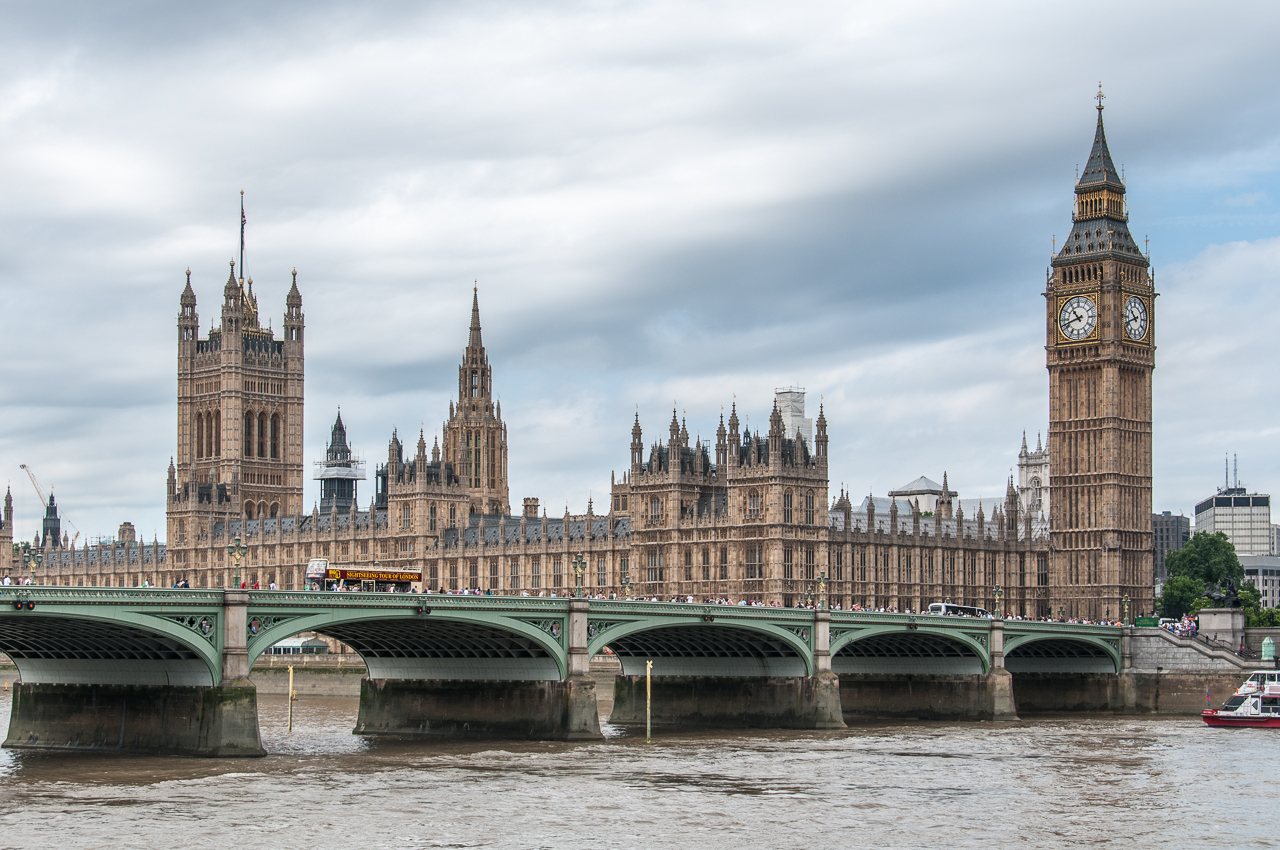
ساختمان پارلمان بریتانیا و ساعت معروف بیگ بن در کنار رود تیمز

## مدیریت

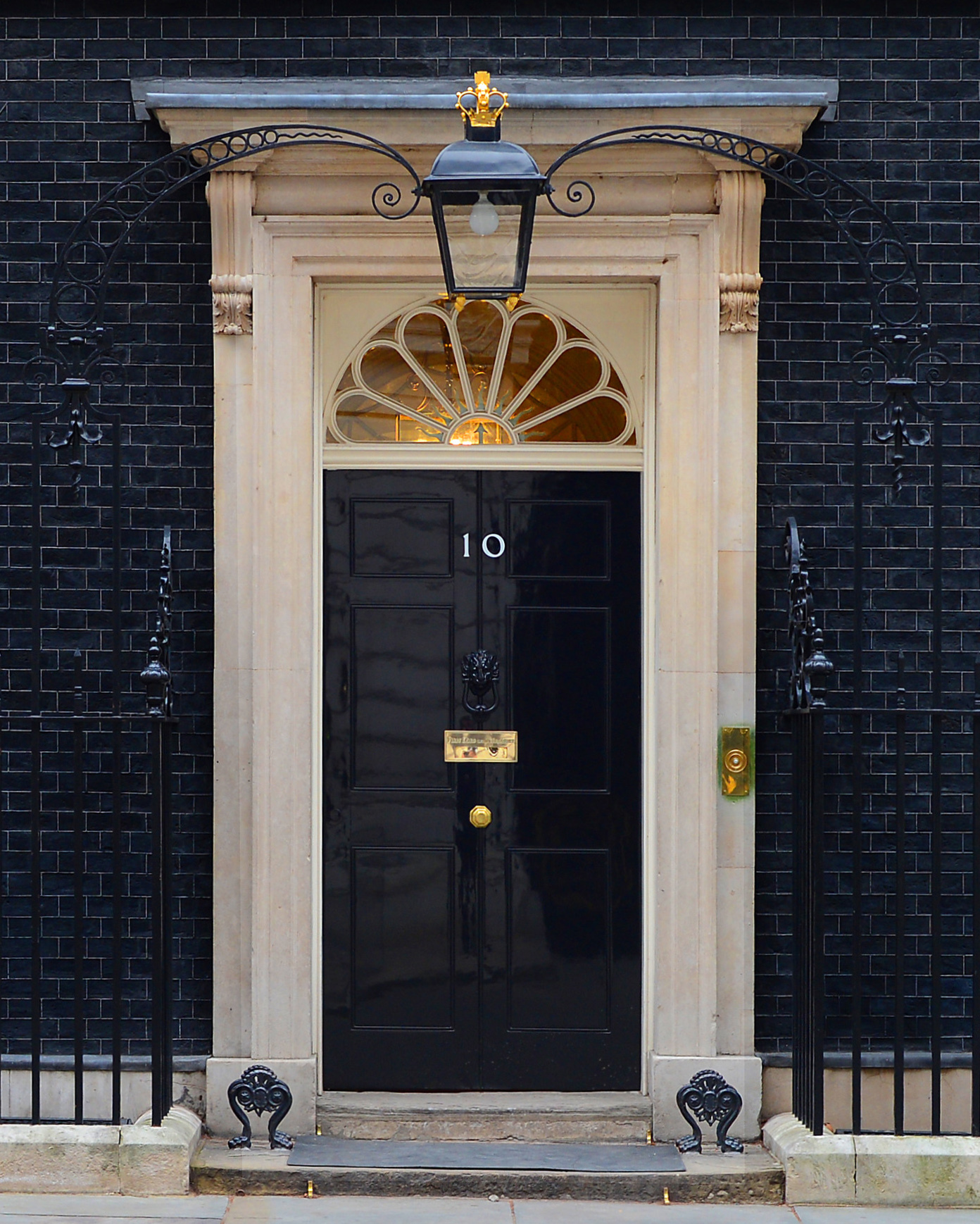
شماره ۱۰ خیابان داونینگ، محل سکونت رسمی نخست‌وزیر بریتانیا.

### مدیریت محلی
مدیریت لندن از دو سطح تشکیل شده‌است: سطح شهری-استراتژیک و سطح محلی. اداره تصدی لندن بزرگ (GLA) هماهنگی‌های مربوط به سطح شهری را برعهده دارد و مدیریت سطح محلی برعهده ۳۳ مقام کوچکتر است. اداره تصدی لندن بزرگ از دو جزء که از طریق انتخابات مشخص می‌شوند تشکیل می‌شود: شهردار لندن که قدرت اجرایی دارد و شورای شهر لندن که تصمیمات شهردار را به‌دقت بررسی می‌کند و می‌تواند پیشنهاد بودجه سالانه شهردار را قبول یا رد کند. مقر اصلی اداره تصدی لندن در سیتی هال در منطقه نیوهام لندن قرار دارد. صادق خان از سال ۲۰۱۶ شهردار لندن است.

### دولت ملی
لندن محل استقرار دولت بریتانیا است. محل سکونت نخست‌وزیر بریتانیا در شماره ۱۰ خیابان داونینگ و بسیاری از وزارتخانه‌های دولتی در نزدیکی کاخ وست‌مینستر و مخصوصاً در طول خیابان وایت‌هال قرار دارند.

## جمعیت‌شناسی
| کشور محل تولد | کشور محل تولد | جمعیت     | درصد  |
| بریتانیا      | بریتانیا      | ۵٬۲۲۳٬۹۸۶ | ۵۹٫۴  |
| خارج بریتانیا | خارج بریتانیا | ۳٬۵۷۵٬۷۳۹ | ۴۰٫۶  |
| ------------- | ------------- | --------- | ----- |
|               | هند           | ۳۲۲٬۶۴۴   | ۳٫۷   |
| رومانی        | ۱۷۵٬۹۹۱       | ۲٫۰       |       |
| لهستان        | ۱۴۹٬۳۹۷       | ۱٫۷       |       |
| بنگلادش       | ۱۳۸٬۸۹۵       | ۱٫۶       |       |
| پاکستان       | ۱۲۹٬۷۷۴       | ۱٫۵       |       |
| ایتالیا       | ۱۲۶٬۰۵۹       | ۱٫۴       |       |
| نیجریه        | ۱۱۷٬۱۴۵       | ۱٫۳       |       |
| جمهوری ایرلند | ۹۶٬۵۶۶        | ۱٫۱       |       |
| سری‌لانکا      | ۸۰٬۳۷۹        | ۰٫۹       |       |
| فرانسه        | ۷۷٬۷۱۵        | ۰٫۹       |       |
| دیگر          | ۲٬۱۶۱٬۱۷۴     | ۲۴٫۶      |       |
| جمع           | جمع           | ۸٬۷۹۹٬۷۲۵ | ۱۰۰٫۰ |

سرشماری ۲۰۲۱ نشان می‌دهد که ۳٬۵۷۵٬۷۳۹ نفر یا ۴۰٫۶ درصد جمعیت لندن متولد خارج بریتانیا هستند که باعث می‌شود لندن دومین شهر بزرگ بعد از نیویورک از نظر مقدار مطلق جمعیت مهاجر باشد.
حدود ۶۹ درصد کودکان متولد سال ۲۰۱۵ در لندن حداقل دارای یک والد متولد خارج هستند.
جدول زیر رایج‌ترین کشورهای محل تولد شهروندان لندن را نشان می‌دهد.
قابل توجه است که تعدادی از شهروندان متولد آلمان در واقع کودکانی هستند که در زمان خدمت والدینشان به نیروهای نظامی بریتانیا در آلمان به‌دنیا آمده‌اند.
صنعتی‌شدن باعث شد که جمعیت لندن در سده ۱۹ و ۲۰ زیاد شود و در یک بازه زمانی در اواخر سده ۱۹ و اوایل سده ۲۰ لندن پرجمعیت‌ترین شهر جهان بود.
بیشترین مقدار آن ۸٬۶۱۵٬۲۴۵ در سال ۱۹۳۹ قبل از شروع جنگ جهانی دوم بود اما در سرشماری ۲۰۰۱ مقدار آن به ۷٬۱۹۲٬۰۹۱ کاهش پیدا کرد. جمعیت در بین دو سرشماری ۲۰۰۱ تا ۲۰۱۱ حدود یک میلیون افزایش پیدا کرد و به ۸٬۱۷۳٬۹۴۱ رسید.

### ساختار و میانه سن
ساختار سنی لندن در سال ۲۰۱۸ به‌صورت زیر بوده‌است:
- ۱۴ سال و جوان‌تر: در لندن بیرونی ۲۰٫۶ درصد و در لندن درونی ۱۸ درصد،
- ۱۵ تا ۲۴ سال: در لندن بیرونی ۱۱٫۱ درصد و در لندن درونی ۱۰٫۲ درصد،
- ۲۵ تا ۴۴ سال: در لندن بیرونی ۳۰٫۶ درصد و در لندن درونی ۳۹٫۷ درصد،
- ۴۵ تا ۶۴ سال: در لندن بیرونی ۲۴ درصد و در لندن درونی ۲۰٫۷ درصد،
- ۶۵ و مسن‌تر: در لندن بیرونی ۱۳٫۶ درصد و در لندن درونی ۹٫۳ درصد.

میانه سنی در سال ۲۰۱۸ در لندن ۳۶٫۵ سال بوده‌است که از میانه سنی بریتانیا که ۴۰٫۳ سال است مقدار کمتری دارد و جوانتر است.

### گروه‌های قومی
طبق آمار دفتر آمار ملی بریتانیا ، بر اساس سرشماری سال ۲۰۲۱، ۵۳.۸٪ از ۸،۱۷۳،۹۴۱ ساکن لندن سفیدپوست بودند، که ۳۶.۸٪ سفیدپوست بریتانیایی، ۱.۸٪ سفید پوست ایرلندی، ۰.۱٪ کولی/ایرلندی مسافر، ۰.۴٪ رُمی و ۱۴.۷٪ سایر سفید پوستان طبقه بندی شده بودند. در همین حال، ۲۲.۲٪ از لندنی ها از نژاد آسیایی یا ترکیب با آسیایی بودند که ۲۰.۸٪ از تبار کامل آسیایی و ۱.۴٪ ترکیب با آسیایی بودند و اعراب نیز ۱.۶٪ از این دسته هستند  ۱۵.۹٪ از جمعیت لندن از نژاد سیاهپوست یا مختلط با سیاهپوست بودند.  ۱۳.۵٪ از تبار کامل سیاهپوست بودند و افراد دارای پیشینه ترکیبی سیاه ۲.۴٪ بودند. 

### مذهب
| دین در شهر لندن (۲۰۲۱) | دین در شهر لندن (۲۰۲۱) | دین در شهر لندن (۲۰۲۱) | دین در شهر لندن (۲۰۲۱) | دین در شهر لندن (۲۰۲۱) |
| ---------------------- | ---------------------- | ---------------------- | ---------------------- | ---------------------- |
| دین                    | دین                    |                        | درصد                   | درصد                   |
| مسیحی                  | مسیحی                  |                        | ۴۰٫۷٪                  | ۴۰٫۷٪                  |
| بدون دین               | بدون دین               |                        | ۲۷٫۱٪                  | ۲۷٫۱٪                  |
| مسلمان                 | مسلمان                 |                        | ۱۵٫۰٪                  | ۱۵٫۰٪                  |
| دین اظهار نشده         | دین اظهار نشده         |                        | ۷٫۰٪                   | ۷٫۰٪                   |
| هندو                   | هندو                   |                        | ۵٫۲٪                   | ۵٫۲٪                   |
| یهودی                  | یهودی                  |                        | ۱٫۷٪                   | ۱٫۷٪                   |
| سیک                    | سیک                    |                        | ۱٫۶٪                   | ۱٫۶٪                   |
| بودایی                 | بودایی                 |                        | ۱٫۰٪                   | ۱٫۰٪                   |
| دیگر                   | دیگر                   |                        | ۰٫۹٪                   | ۰٫۹٪                   |

براساس سرشماری ۲۰۱۱ بریتانیا ۴۸٫۴٪ مردم شهر لندن مسیحی هستند، پس از ۲۰٫۷٪ مردم این شهر بدون دین، ۱۲٫۴٪ مسلمان، ۵٪ هندو، ۱٫۸٪ یهودی، ۱٫۵٪ سیک، ۱٪ بودایی، ۰٫۶ سایر ادیان و ۸٫۵٪ دین خود را اظهار نکرده‌اند.

### لهجه‌ها
کاکنی به‌صورت گسترده‌ای در لندن مخصوصاً به‌وسیله طبقه کارگر و طبقه متوسط رو به پایین صحبت می‌شود. این لهجه به منطقه ایست اند و منطقه وسیع‌تر ایست لندن نسبت داده می‌شود و اینکه آغاز آن در سده ۱۸ میلادی بوده‌است. اما نظر دیگری وجود دارد که شیوه سخن کاکنی بسیار قدیمی‌تر است.
انگلیسی فصیح به‌صورت سنتی لهجه استاندارد انگلیسی بریتانیایی در نظر گرفته می‌شود. این لهجه همبستگی جغرافیایی ندارد، اما به‌صورت سنتی به‌عنوان شیوه سخن استاندارد در لندن و جنوب شرقی انگستان نیز تعریف می‌شود. این لهجه بیشتر به‌وسیله طبقه فرادست و طبقه متوسط رو به بالا صحبت می‌شود.
انگلیسی پای‌رودی لهجه‌ای میانی بین کاکنی و فصیح است. این لهجه به‌وسیله طیف وسعی از مردم از طبقات مختلف در لندن و جنوب شرق انگلستان صحبت می‌شود و به رود تیمز و پای‌رود آن نسبت داده می‌شود.

## اقتصاد

### سیتی لندن
صنعت مالی لندن در سیتی لندن و کنری وورف، دو منطقه تجاری مهم در لندن، مستقر است. لندن یک مرکز مالی برجسته جهانی و مهم‌ترین محل سرمایه‌گذاری است. تولید ناخالصی شهر لندن برابر با ۱٫۰۷ تریلیون دلار بوده‌است دو برابر کل تولید ناخالصی داخلی کشور ایران در سال ۲۰۱۹. لندن پس از مدتی کوتاهی بعد از سال ۱۷۹۵ که جمهوری هلند در برابر ارتش‌های ناپلئونی فروپاشید به یک مرکز برجسته مالی تبدیل شد. این اتفاق موجب انتقال بسیاری از بانکداران مستقر در آمستردام به لندن شد. همچنین برجستگی سیستم بازار-محور لندن در مقایسه با سیستم بانک-محور در آمستردام در سده ۱۸ بیشتر شد.

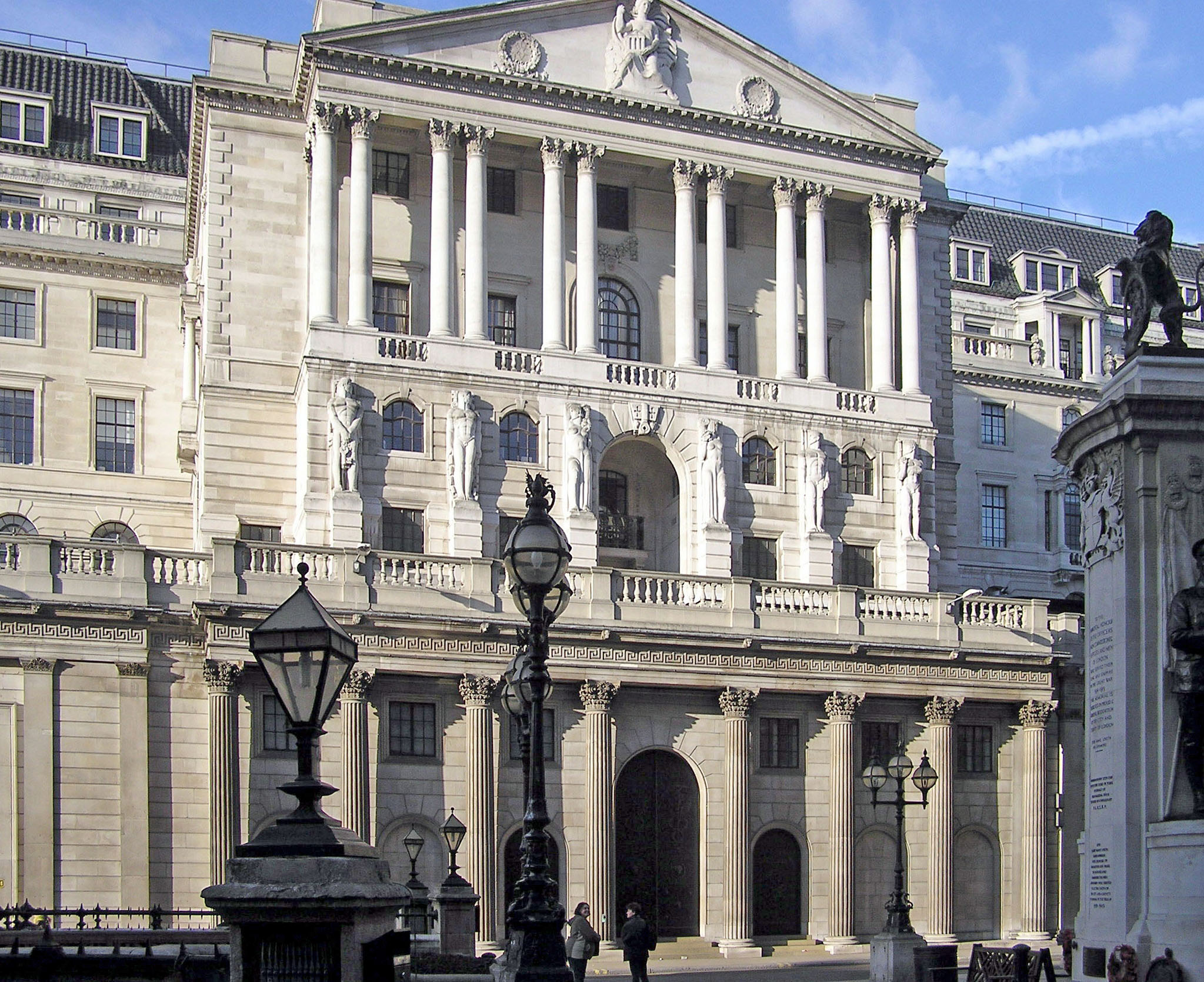
بانک انگلستان که در سال ۱۶۹۴ تأسیس شده‌است الگویی برای بانک‌های مرکزی امروزی محسوب می‌شود.

لندن در میانه سده ۱۹ به یک مرکز مالی پیشرو تبدیل شده بود و در انتهای آن سده بیش از نیمی از تجارت دنیا با پول رایج بریتانیا تأمین مالی می‌شد. در سال ۲۰۱۶ لندن در صدر رتبه‌بندی شاخص مراکز مالی جهانی (GFCI) قرار داشت.
تا میانه سال ۲۰۰۷ حدود ۳۲۵۰۰۰ نفر در حوزه خدمات مالی در لندن مشغول به کار بوده‌اند. بیش از ۴۸۰ بانک خارجی در لندن حضور دارند که از هر شهر دیگری در جهان بیشتر است. همچنین، لندن بزرگ‌ترین مرکز تجارت ارز است. حجم میانگین روزانه تجارت ارز ۵٫۱ تریلیون دلار است و حدود ۳۷ درصد آن در لندن انجام می‌شود. سیتی لندن در کنار ساختمان‌های مرکزی مربوط به بخش خدمات حرفه‌ای، بانک انگلستان، بورس لندن و لویدز لندن را نیز در خود جای داده‌است.

### گردشگری

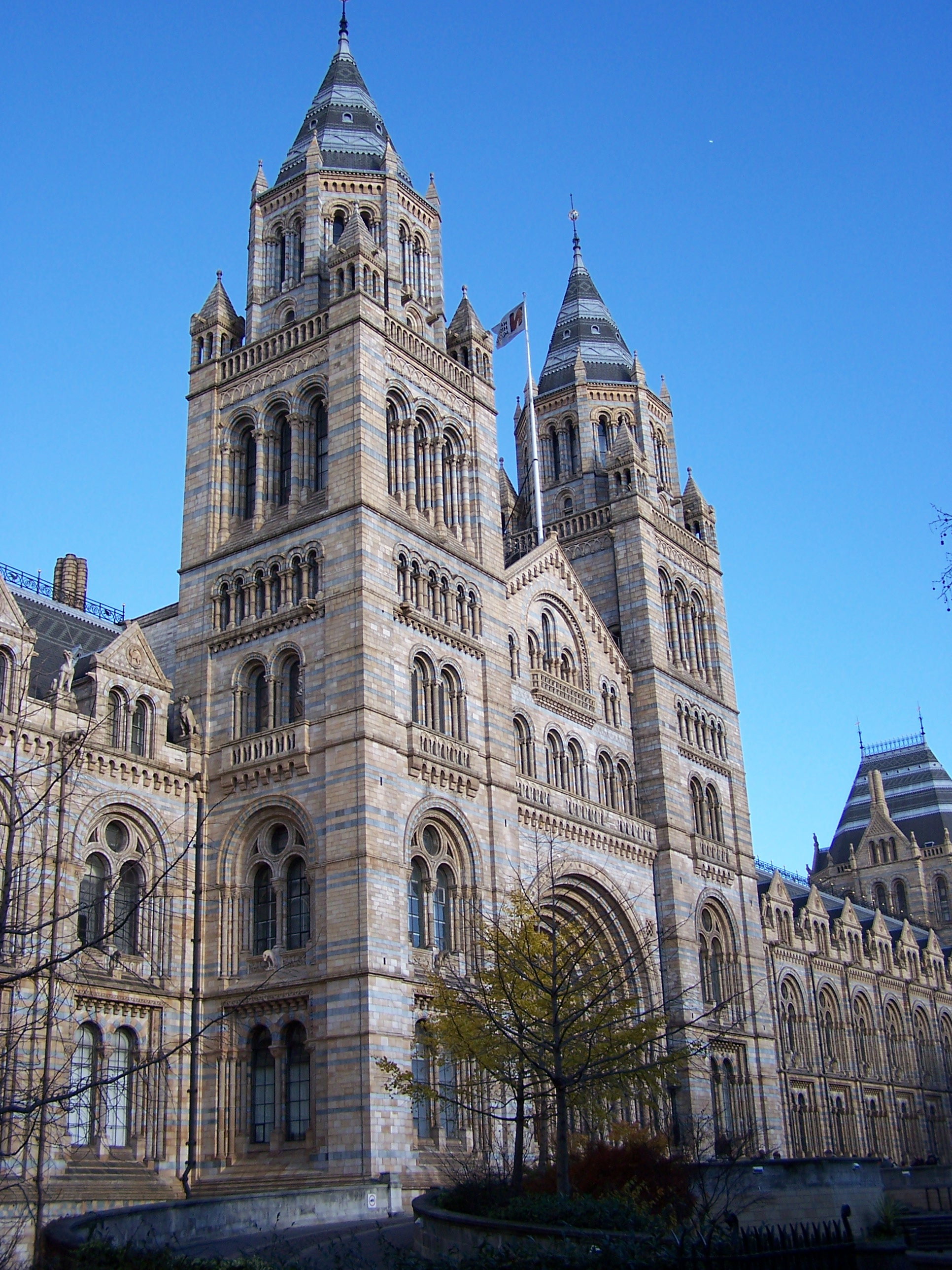
موزه تاریخ طبیعی لندن

لندن یکی از مراکز اصلی گردشگری و یکی از صنایع مهم این شهر محسوب می‌شود و میزان درآمد حاصل از گردشگران سالانه ۱۵ میلیارد پوند است. لندن با داشتن ۱۴ میلیون گردشگری بین‌المللی پربازدیدترین شهر در اروپا محسوب می‌شود.
در سال ۲۰۱۰ میلادی ۱۰ مکان پربازدید در شهر لندن به شرح زیر است:
1. موزه بریتانیا
2. تیت مدرن
3. نگارخانه ملی لندن
4. موزه تاریخ طبیعی لندن
5. چشم لندن
6. موزه علوم
7. موزه ویکتوریا و آلبرت
8. موزه مادام توسو
9. موزه ملی دریانوردی لندن
10. برج لندن

## فرهنگ
شهر لندن از فرهنگ بسیار غنی در طول تاریخ برخوردار است. لندن مرکز انگلیسی‌ها در قاره اروپا است.

### تفریح و سرگرمی
لندن به‌دلیل داشتن جمعیت زیاد و تنوع قومیتی ، غذاهای بسیار متنوعی را فراهم می‌کند. مراکز غذایی شامل رستوران‌های بنگلادشی در خیابان بریک‌لین و رستوران‌های چینی در محله چینی‌ها است. تعداد زیادی رستوران چینی بیرون‌بر در سراسر لندن وجود دارند و رستوران‌های هندی نیز غذاهای هندی و انگلیسی-هندی ارائه می‌کنند. اولین مغازه چیپس و ماهی تقریباً در ۱۸۶۰ میلادی به‌وسیله جوزف مالین، یک مهاجر یهودی، در ناحیه بو در لندن بازگشایی شد. صبحانه کامل انگلیسی از دوره ویکتوریا وجود داشته‌است و بسیاری از کافه‌های لندن در تمام روز آن را ارائه می‌کنند. پنج رستوران ۳-ستاره میشلن در لندن وجود دارند که ازجمله آن‌ها رستوران گوردون رمزی در چلسی است.

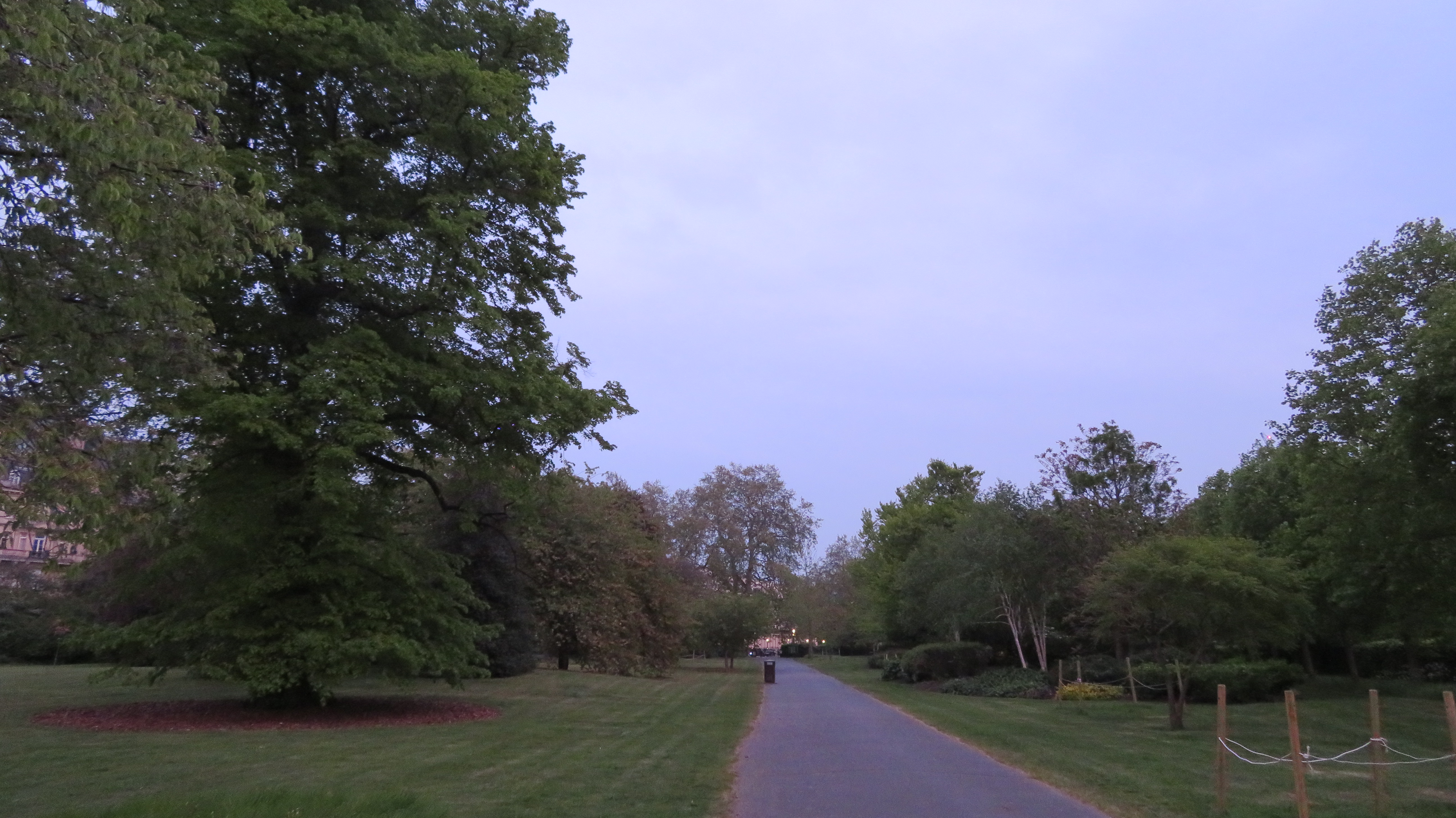
تصویری از یک پارک در شهر لندن

در لندن رویدادهای سالانه متنوعی برگزار می‌شوند که اولین آنها مراسم نسبتاً جدید سال نو، یک نمایش آتش‌بازی در چشم لندن، است. مراسم سنتی نمایش لرد شهردار با چندین سده قدمت در ماه نوامبر انتخاب شهردار جدید شهر لندن را با راهپیمایی در خیابان‌های شهر جشن می‌گیرد. مراسم سنتی رژه رنگ‌ها یک مراسم نظامی رسمی است که به‌وسیله ارتش‌های بریتانیا و اتحادیه کشورهای همسود در ماه ژوئن برای تجلیل روز تولد رسمی پادشاه برگزار می‌شود.

### فیلم و تلویزیون
لندن نقش زیادی در صنعت فیلم داشته‌است. استودیوهای بزرگی همچون پاین‌وود، الستری، ایلینگ، شپرتون، تویکنهام و لیوزدن در لندن یا همسایگی آن قرار دارند و مجموعه‌های قابل‌توجهی همچون جیمز باند و هری پاتر در آنجا تولید شده‌اند.
دفتر اصلی ورکینگ تایتل فیلمز در لندن قرار دارد.
یک اجتماع پس‌تولید به مرکزیت سوهو در لندن ایجاد شده‌است و لندن شش مورد از بزرگ‌ترین شرکت‌های جلوه‌های بصری (مثل فریم‌استور) را در خود جای داده‌است.
لندن یک مرکز مهم تولید تلویزیونی است و استودیوهایی همچون مرکز تلویزیون، آی‌تی‌وی استودیو، اسکای استودیو و فاونتن استودیو در آنجا قرار دارند. فاونتن استودیو مجموعه‌های پاپ آیدل، ایکس فاکتور و بریتینز گات تلنت را میزبانی کرده‌است که بعداً قالب آن‌ها به سراسر دنیا صادر شد.

### موزه‌ها، گالری‌ها و کتابخانه‌ها
موزه‌ها و گالری‌های زیادی در لندن وجود دارند که بازدید از اغلب آن‌ها رایگان است. این مجموعه‌ها یک جاذبه توریستی بزرگ و دارای نقش مهم پژوهشی هستند. نخستین این مجموعه‌ها موزه بریتانیا در بلومزبری است که در سال ۱۷۵۳ تأسیس شده‌است.
کتابخانه بریتانیا دومین کتابخانه بزرگ در دنیا و کتابخانه ملی بریتانیا است.
ازجمله کتابخانه‌های دیگر می‌توان موارد زیر را ذکر کرد: کتابخانه ولکام، کتابخانه و مرکز تحقیقات دانا، کتابخانه علوم سیاسی و اقتصادی در مدرسه اقتصاد لندن، کتابخانه مرکزی امپریال کالج، کتابخانه مان در کینگز کالج لندن و کتابخانه مجلس سنا در دانشگاه لندن.

### پارک‌ها و باغ‌ها
بزرگ‌ترین پارک‌ها در منطقه مرکزی لندن شامل ۳ پارک سلطنتی، هاید پارک، باغ‌های کنزینگتون و ریجنتز پارک هستند. رجنتز پارک شامل باغ‌وحش لندن می‌شود که از قدیمی‌ترین باغ‌وحش‌های علمی جهان است، این پارک در نزدیکی موزه مادام توسو قرار دارد.
سنت جیمز پارک و گرین پارک از پارک‌های کوچک‌تر سلطنتی در نزدیکی مرکز لندن هستند. تعدادی از پارک‌ها خارج از منطقه شهری لندن قرار دارند، ازجمله گرینویچ پارک که در جنوب شرقی و بوشی پارک و ریچموند پارک که در جنوب غربی شهر لندن قرار دارند.

## ترابری
کنترل و گسترش حمل‌ونقل یکی از وظایف اصلی شهرداری لندن است، لندن یکی از قدیمی‌ترین و مجهزترین شهرهای جهان در زمینه ترابری عمومی است. متروی لندن که در سال ۱۸۶۳ تأسیس شده قدیمی‌ترین مترو جهان و با ۲۷۰ ایستگاه دومین مترو جهان از لحاظ مسافت می‌باشد. همچنین لندن دارای خطوط متعدد ریلی و ایستگاه‌های قطار برای جابه‌جایی مسافر به مناطق حومه و تمام انگلستان می‌باشد. متروی لندن سالانه (۲۰۲۳–۲۰۲۲) ۱٫۰۲۶ میلیارد سفر انجام می‌دهد.
پنج فرودگاه هیترو لندن، فرودگاه گاتویک، فرودگاه استانستد لندن، فرودگاه لوتن لندن، و فرودگاه لندن سی‌تی که در اطراف لندن قرار دارد ترابری هوایی را در این شهر فراهم کرده‌است.

### جاده‌ها
گرچه بیشتر سفرها در لندن مرکزی با حمل و نقل عمومی انجام می‌شود، سفر با ماشین در حومه شهر رواج دارد. تعدادی جاده کمربندی در شهر وجود دارند که ازجمله آن‌ها موارد زیر قابل ذکر هستند: جاده کمربندی داخلی (اطراف مرکز شهر)، جاده‌های مدور شمالی و جنوبی (داخل حومه)، و بزرگراه بیرونی (آزادراه ام۲۵ که در بیشتر نقاط مقداری بعد از مناطق تجمع جمعیتی قرار دارد). این جاده‌های کمربندی با تعدادی جاده شلوغ شعاعی تقاطع دارند اما تعداد خیلی کمی از آن‌ها وارد لندن مرکزی می‌شوند. آزادراه ام۲۵ با طول ۱۸۸ کیلومتر (۱۱۷ مایل) دومین بزرگراه کمربندی طولانی در اروپا است. جاده ای۱ و آزادراه ام۱ لندن را به لیدز، نیوکاسل و ادینبرو متصل می‌کنند.

### اتوبوس‌های شهری، بین‌شهری و تراموآ

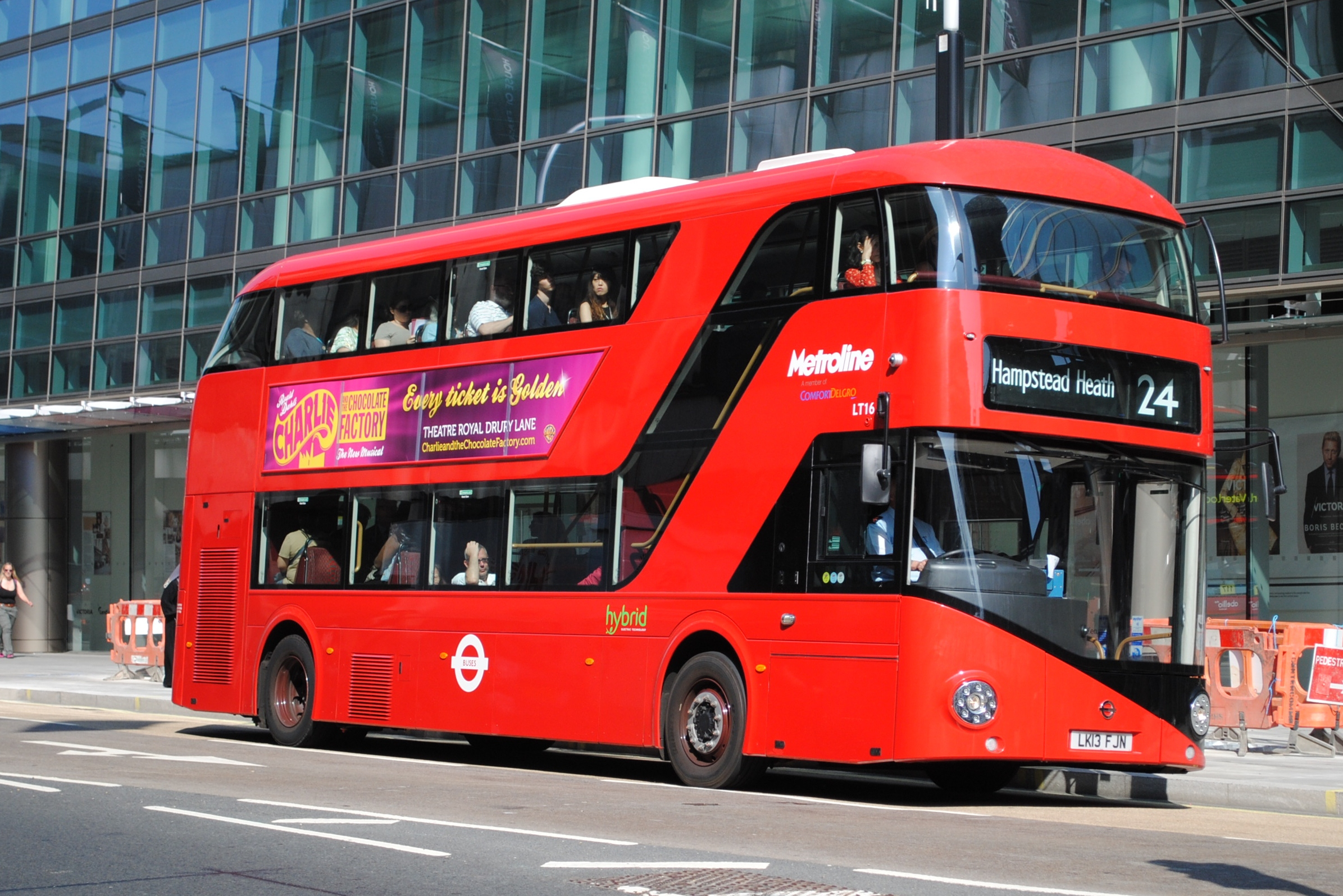
اتوبوس نیو رودمستر که جایگزین اِی‌ای‌سی رودمستر شد و در سال ۲۰۱۲ وارد سرویس شد. اتوبوس‌های دوطبقه قرمز از نمادهای لندن هستند.

شبکه اتوبوس‌های شهری لندن با ۹٫۳۰۰ وسیله نقلیه در بیش از ۶۷۵ مسیر با حدود ۱۹٫۰۰۰ ایستگاه به‌صورت ۲۴ ساعته فعالیت می‌کند. بیش از ۲ میلیارد سفر در سال ۲۰۱۹ در این شبکه انجام شده‌است. از سال ۲۰۱۰ گردش مالی این شبکه به‌صورت میانگین ۱٫۲ میلیارد پوند بوده‌است. لندن یکی از بزرگ‌ترین شبکه‌های اتوبوسی قابل دسترس برای ویلچر در دنیا را دارد و از سال ۲۰۰۷ با معرفی اعلان‌های سمعی-بصری برای افراد دارای مشکلات بینایی و شنوایی دسترس‌پذیرتر نیز شده‌است.
مرکز اتوبوس‌های بین‌شهری لندن ایستگاه اتوبوس‌های بین‌شهری ویکتوریا یک ساختمان آرت دکو بازگشایی‌شده در سال ۱۹۳۲ است. این ایستگاه در گذشته به‌وسیله مجموعه‌ای از شرکت‌ها ذیل نام اتوبوس‌های بین‌شهری ساحلی لندن مدیریت می‌شد، اما خدمات اتوبوس‌های بین‌شهری و ایستگاه آن در سال ۱۹۷۰ ملی شدند و به بخشی از شرکت ملی اتوبوسرانی تبدیل شدند. ایستگاه اتوبوس در سال ۱۹۸۸ به‌وسیله حمل‌ونقل لندن (که بعداً به شرکت حمل و نقل لندن تغییر نام داد) خریداری شد. ایستگاه اتوبوس‌های بین‌شهری ویکتوریا سالانه به ۱۴ میلیون مسافر به مقاصدی در بریتانیا و قاره اروپا خدمات می‌دهد.
لندن دارای یک شبکه مدرن تراموآ به نام ترام‌لینک است که مرکز آن در کرویدون در لندن جنوبی قرار دارد. شبکه تراموآ دارای ۳۹ ایستگاه و ۴ خط است و ۲۸ میلیون مسافر را در سال ۲۰۱۳ جابه‌جا کرده‌است. شرکت حمل و نقل لندن از سال ۲۰۰۸ مالک تمام شبکه ترام‌لینک است و آن را اداره می‌کند.

### دوچرخه‌سواری

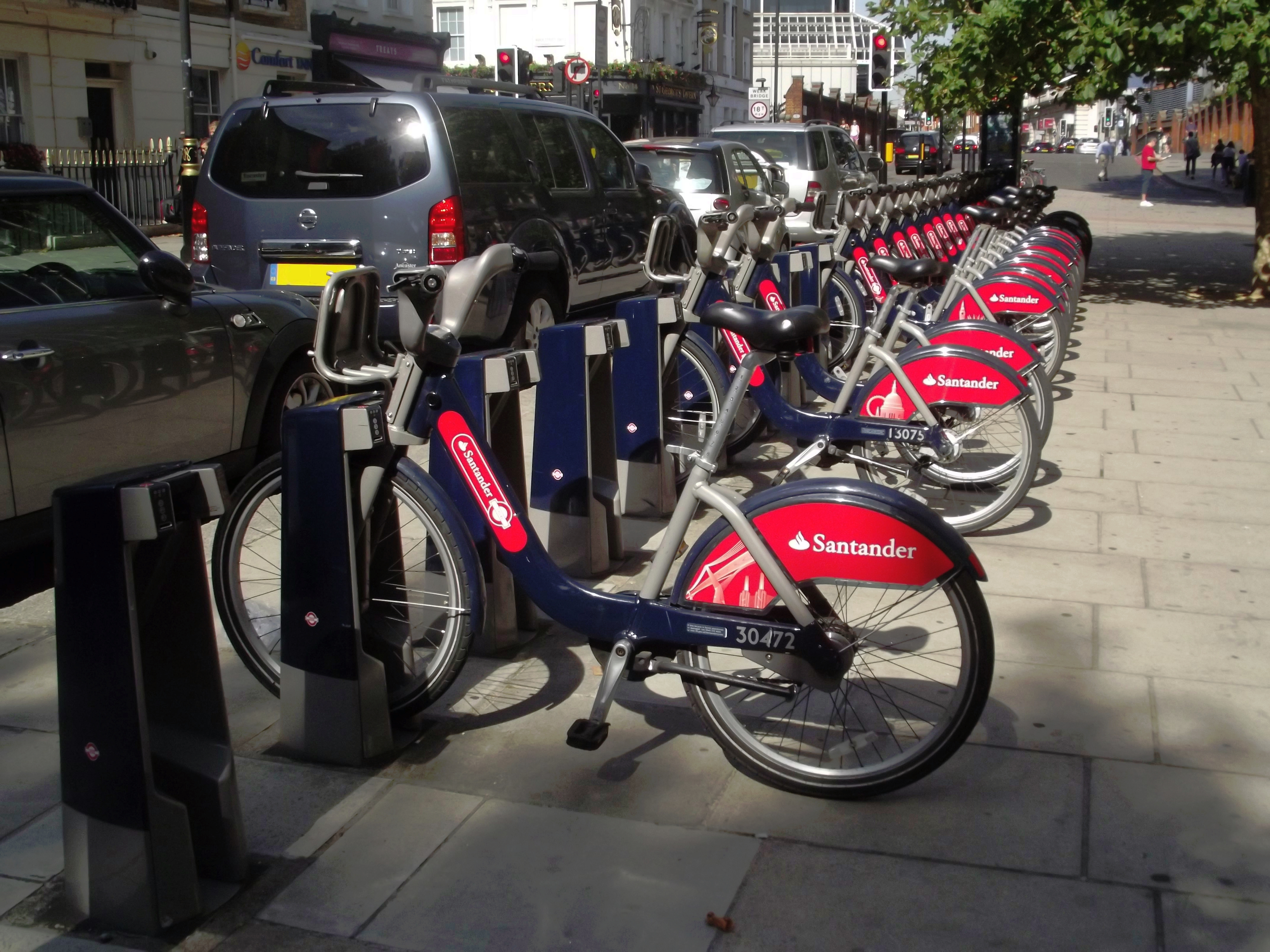
محل کرایه دوچرخه نزدیک به محله ویکتوریا در لندن مرکزی.

در منطقه لندن بزرگ روزانه حدود ۶۷۰٫۰۰۰ نفر از دوچرخه استفاده می‌کنند. یعنی حدود ۷٪ از جمعیت ۸٫۸ میلیونی در هر روز از دوچرخه استفاده می‌کنند. محبوبیت دوچرخه به‌عنوان روشی برای جابه‌جایی در لندن درحال افزایش است. اجرای برنامه سامانه دوچرخه اشتراکی در ژوئیه ۲۰۱۰ موفقیت‌آمیز بوده‌است و به‌صورت کلی بازخورد خوبی دریافت کرده‌است.

### بندر و قایق‌های رودخانه‌ای
بندر لندن که زمانی بزرگ‌ترین بندر در دنیا بود اکنون بزرگ‌ترین بندر بریتانیاست که سالانه (در سال ۲۰۲۰) بیش از ۴۷ میلیون تن محموله کشتی را جابه‌جا می‌کند. بیشتر این بارهای کشتی از بندر تیلبوری عبور می‌کنند که خارج مرزهای لندن بزرگ قرار دارد.
خدمات قایق‌سواری بر روی رودخانه تیمز به‌منظور جابه‌جایی و گردشگری وجود دارد که به آن کشتی‌های تندرو (کلیپرز) تیمز گفته می‌شود. در اسکله‌های مهم مانند اسکله کنری وورف، اسکله پل لندن، اسکله نیروگاه بترسی و اسکله چشم لندن در زمان جابه‌جایی مسافران حداقل هر ۲۰ دقیقه یک کشتی حرکت می‌کند. کشتی‌های مسافربری (فری) وولویچ یکی از خدمات پر رفت‌وآمد است که جاده‌های مدور شمالی و جنوبی را به یکدیگر متصل می‌کند و سالانه ۲٫۵ میلیون مسافر از آن استفاده می‌کنند.

## آموزش

### آموزش دانشگاهی
لندن یک مرکز مهم آموزش و پژوهش تحصیلات عالی است و دارای بالاترین تمرکز مؤسسات تحصیلی در اروپا است.
طبق گزارشی از رتبه‌بندی دانشگاهی کیواس در سال ۲۰۱۵/۲۰۱۶ لندن دارای بالاترین تمرکز دانشگاه‌های تراز اول در دنیا است.
جمعیت دانشجویان بین‌المللی لندن حدود ۱۱۰٬۰۰۰ نفر است که از هر شهر دیگری در دنیا بیشتر است.
گزارشی از پرایس‌واترهاوس‌کوپرز در سال ۲۰۱۴ به لندن عنوان پایتخت جهانی تحصیلات عالی را داد.

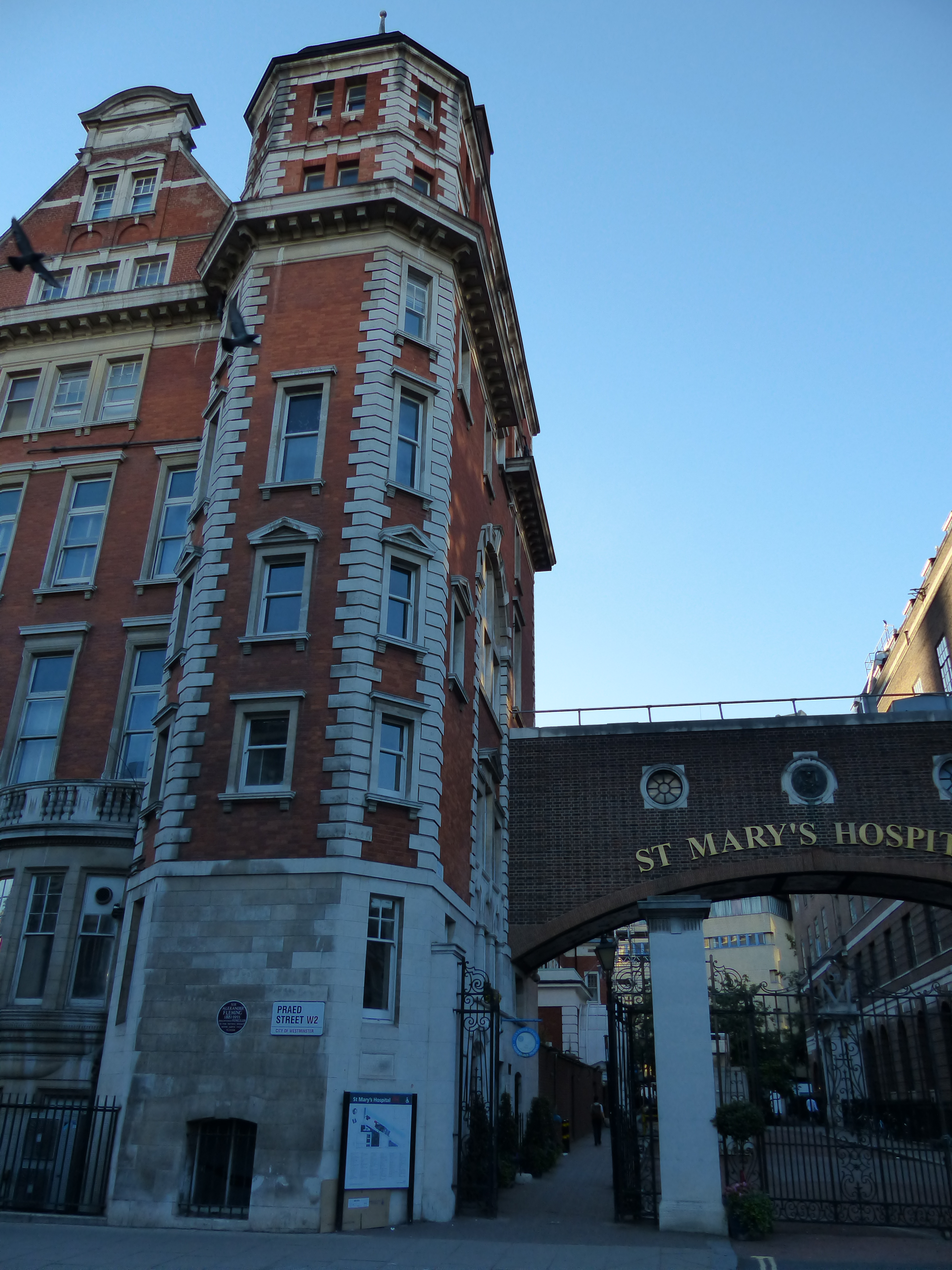
بیمارستان سنت ماری که یکی از بخش‌های اصلی مدرسه پزشکی امپریال کالج است که الکساندر فلمینگ در سال ۱۹۲۸ در آزمایشگاه طبقه دوم آنجا پنی سیلین را کشف کرد.

تعدادی از مؤسسات پیشروی تحصیلی در لندن قرار دارند.
در رتبه‌بندی دانشگاهی کیواس سال ۲۰۲۲ امپریال کالج لندن دارای رتبه ۶، کالج دانشگاهی لندن دارای رتبه ۸ و کینگز کالج لندن دارای رتبه ۳۷ هستند.
تمام این مؤسسات به‌صورت منظم رتبه‌های بالایی را کسب می‌کنند.
امپریال کالج لندن در سال ۲۰۲۱ دانشگاه اول بریتانیا در چارچوب قطب پژوهشی شد.
مدرسه اقتصاد لندن به‌عنوان یکی از مؤسسات پیشروی جهانی در آموزش و پژوهش علوم اجتماعی توصیف می‌شود.
مدرسه کسب‌وکار لندن نیز به‌عنوان یک مؤسسه پیشروی جهانی درنظر گرفته می‌شود و مدرک مدیریت ارشد کسب‌وکار آن در سال ۲۰۱۵ از طرف فایننشال تایمز در رتبه دوم جهان قرار گرفت.
لندن همچنین خانه سه مورد از ده مدرسه برتر جهانی در حوزه هنرهای نمایشی است (طبق رتبه‌بندی دانشگاهی کیواس در سال ۲۰۲۰): کالج سلطنتی موسیقی دارای رتبه ۲، آکادمی سلطنتی موسیقی دارای رتبه ۴ و مدرسه موسیقی و نمایش گیلدهال دارای رتبه ۶.
پنج مدرسه پزشکی بزرگ در لندن قرار دارند: مدرسه پزشکی و دندان‌پزشکی بارتس و لندن (بخشی از دانشگاه کوئین مری)، مدرسه پزشکی کینگز کالج لندن (بزرگ‌ترین مدرسه پزشکی در اروپا)، مدرسه پزشکی امپریال کالج، مدرسه پزشکی کالج دانشگاهی لندن و مدرسه پزشکی بیمارستان سنت جورج دانشگاه لندن. لندن همچنین دارای تعداد زیادی بیمارستان آموزشی است. همچنین، لندن یکی از مراکز بزرگ تحقیقات حوزه زیست‌پزشکی است، به‌طوری که سه مورد از هشت مرکز دانشگاهی پزشکی بریتانیا در این شهر واقع شده‌اند: خدمات درمانی امپریال کالج، شرکای سلامت کینگ و شرکای کالج دانشگاهی لندن (که بزرگ‌ترین مرکز در نوع خود است). تعداد زیادی از شرکت‌های زیست‌پزشکی و زیست‌فناوری که از این مؤسسات پژوهشی بیرون آمده‌اند در اطراف شهر مخصوصاً در وایت سیتی قرار دارند. اولین مدرسه پرستاری در دنیا که در سال ۱۸۶۰ توسط پرستار پیشگام فلورانس نایتینگل در بیمارستان سنت توماس تأسیس شد اکنون بخشی از کینگز کالج لندن است.

#### دانشگاه‌های اصلی لندن
لیست زیر دانشگاه‌های اصلی لندن را نمایش می‌دهد. یک دانشگاه اصلی در نظر گرفته می‌شود اگر حداقل در دو مورد از سه نظام رتبه‌بندی ملی بریتانیا (راهنمای جامع دانشگاهی، گاردین و تایمز/ساندی تایمز) حضور داشته باشد.
| - بیرکبک، دانشگاه لندن - دانشگاه برونل لندن - سیتی، دانشگاه لندن - گلداسمیت، دانشگاه لندن - امپریال کالج لندن - کینگز کالج لندن - دانشگاه کینگستون - دانشگاه متروپولیتن لندن | - مدرسه اقتصاد لندن - دانشگاه ساوت بانک لندن - دانشگاه میدلسکس - کوئین مری دانشگاه لندن - دانشگاه ریونزبورن لندن - رویال هالووی، دانشگاه لندن - دانشکده مطالعات شرقی و آفریقایی - سنت جورج، دانشگاه لندن | - دانشگاه سنت مری، توینکنهام - کالج دانشگاهی لندن - دانشگاه لندن شرقی - دانشگاه گرینیچ - دانشگاه روهمپتون - دانشگاه هنر لندن - دانشگاه لندن غربی - دانشگاه وست‌مینستر |

### انجمن‌ها
انجمن سلطنتی و مؤسسه سلطنتی ازجمله انجمن‌های علمی مهم مستقر در لندن هستند. انجمن سلطنتی فرهنگستان علوم ملی بریتانیا و قدیمی‌ترین مؤسسه علمی ملی است که در سال ۱۶۶۰ تأسیس شده‌است. مؤسسه سلطنتی در سال ۱۷۹۹ تأسیس شده‌است. مایکل فارادی در سال ۱۸۲۱ در زیرزمین مؤسسه سلطنتی پدیده موتور الکتریکی را به نمایش گذاشت. سخنرانی‌های کریسمس مؤسسه سلطنتی از سال ۱۸۲۵ موضوعات مختلفی را برای مخاطبین عام ارائه کرده‌است که ازجمله سخنرانان آن می‌توان به فرانک وایتل مهندس هوافضا، دیوید اتنبرا طبیعت‌شناس و ریچارد داوکینز زیست‌شناس فرگشتی اشاره کرد.

## ورزش
لندن میزبان ۳ دوره بازی‌های المپیک تابستانی در سال‌های ۱۹۰۸، ۱۹۴۸ و ۲۰۱۲ بوده‌است. لندن در ژوئیه ۲۰۰۵ میزبانی بازی‌های المپیک ۲۰۱۲ و بازی‌های پارالمپیک تابستانی ۲۰۱۲ را به دست آورد و اولین شهری است که میزبان سه دوره از بازی‌های مدرن المپیک بوده. همچنین لندن میزبان بازی‌های اتحادیه کشورهای مشترک‌المنافع در سال ۱۹۳۴ بوده‌است. مسابقات جهانی دو و میدانی ۲۰۱۷ نیز در این شهر انجام خواهد شد.
فوتبال از محبوب‌ترین ورزش‌ها در شهر لندن است، تیم‌های چلسی، کویینز پارک رنجرز، فولهام، تاتنهام، وستهام یونایتد و آرسنال که در شهر لندن قرار دارند سابقه بازی در لیگ برتر انگلستان را دارند.
ورزشگاه استمفورد بریج، ورزشگاه ومبلی، ومبلی آرنا، ولوپارک لندن، زمین کریکت لورد، باشگاه تنیس و کروکت انگلستان، ورزشگاه تویینکهام، ورزشگاه المپیک لندن، ریوربنک آرنا، مرکز ورزش‌های آبی لندن، ورزشگاه او۲ آرنا لندن، کوپر باکس، ورزشگاه امارات و ورزشگاه وایت هارت لن ازجمله مراکز ورزشی و فوتبالی شهر لندن هستند.

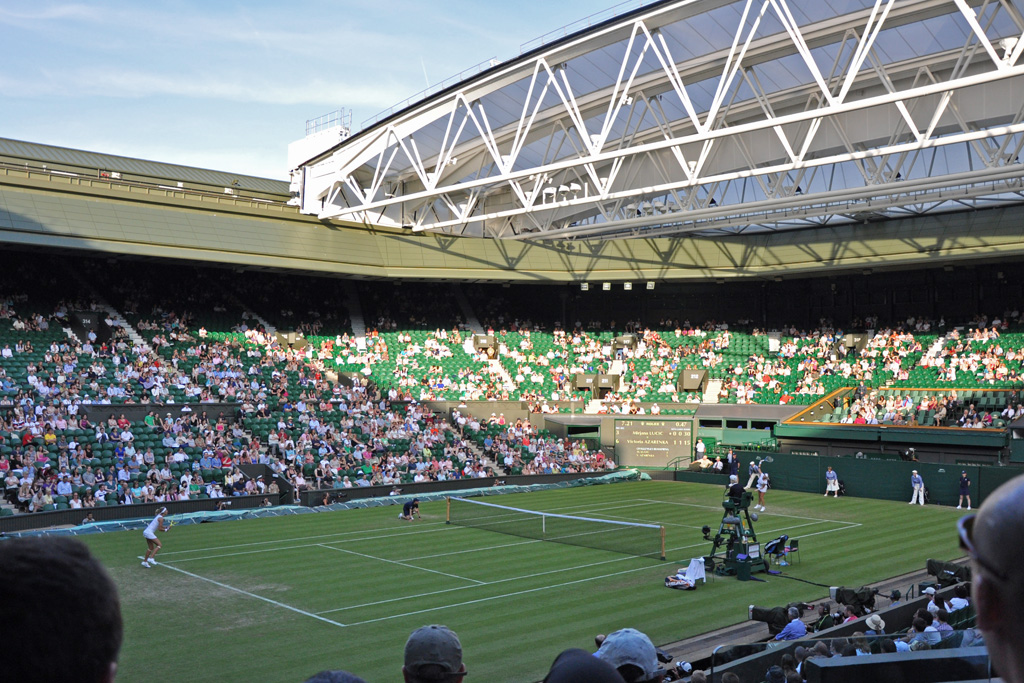
سنتر کورت در باشگاه تنیس و کروکت انگلستان میزبان مسابقات قهرمانی ویمبلدون
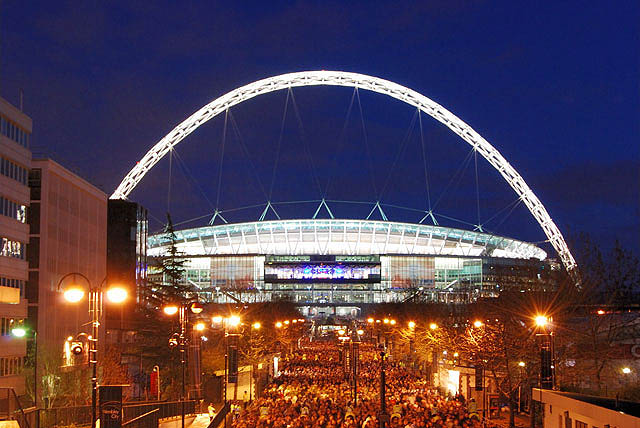
ورزشگاه ومبلی

## شهرهای خواهرخوانده
لندن با ۴۶ شهر جهان خواهرخوانده است، مهم‌ترین این شهرها به ترتیب زیر است.
- بوگوتا، کلمبیا
- لاپاز، بولیوی
- آرکیپا، پرو
- برلین، آلمان[۱۶۸]
- دهلی، هند[۱۶۹]
- ژوهانسبورگ، آفریقای جنوبی
- کوالا لامپور، مالزی
- شهر کویت، کویت
- مسکو، روسیه[۱۶۸]
- نیویورک، آمریکا[۱۷۰]
- اسلو، نروژ
- سیلهت، بنگلادش
- شانگهای، چین[۱۷۱]
- سئول، کره جنوبی

شهرهای زیر با لندن توافق‌نامه دوستی امضا کرده‌اند:
- الجزیره، الجزایر
- باکو، جمهوری آذربایجان
- پکن، چین[۱۷۲]
- بخارست، رومانی
- بوئنوس آیرس، آرژانتین
- دهلی، هند[۱۶۹]
- داکا، بنگلادش[۱۷۳]
- استانبول، ترکیه
- لس آنجلس، آمریکا[۱۷۴]
- بمبئی، هند
- پاریس، فرانسه[۱۷۵]
- پودگوریتسا، مونته‌نگرو
- رم، ایتالیا
- صوفیه، بلغارستان
- توکیو، ژاپن
- زاگرب، کرواسی